# شو ژیچیانگ
شو ژیچیانگ (انگلیسی: Xu Zhiqiang؛ زادهٔ ۴ مارس ۱۹۶۳) ژیمناست هنری اهل چین بود.